# Bottenviken

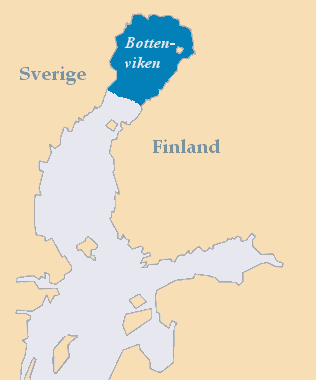
Bottenviken

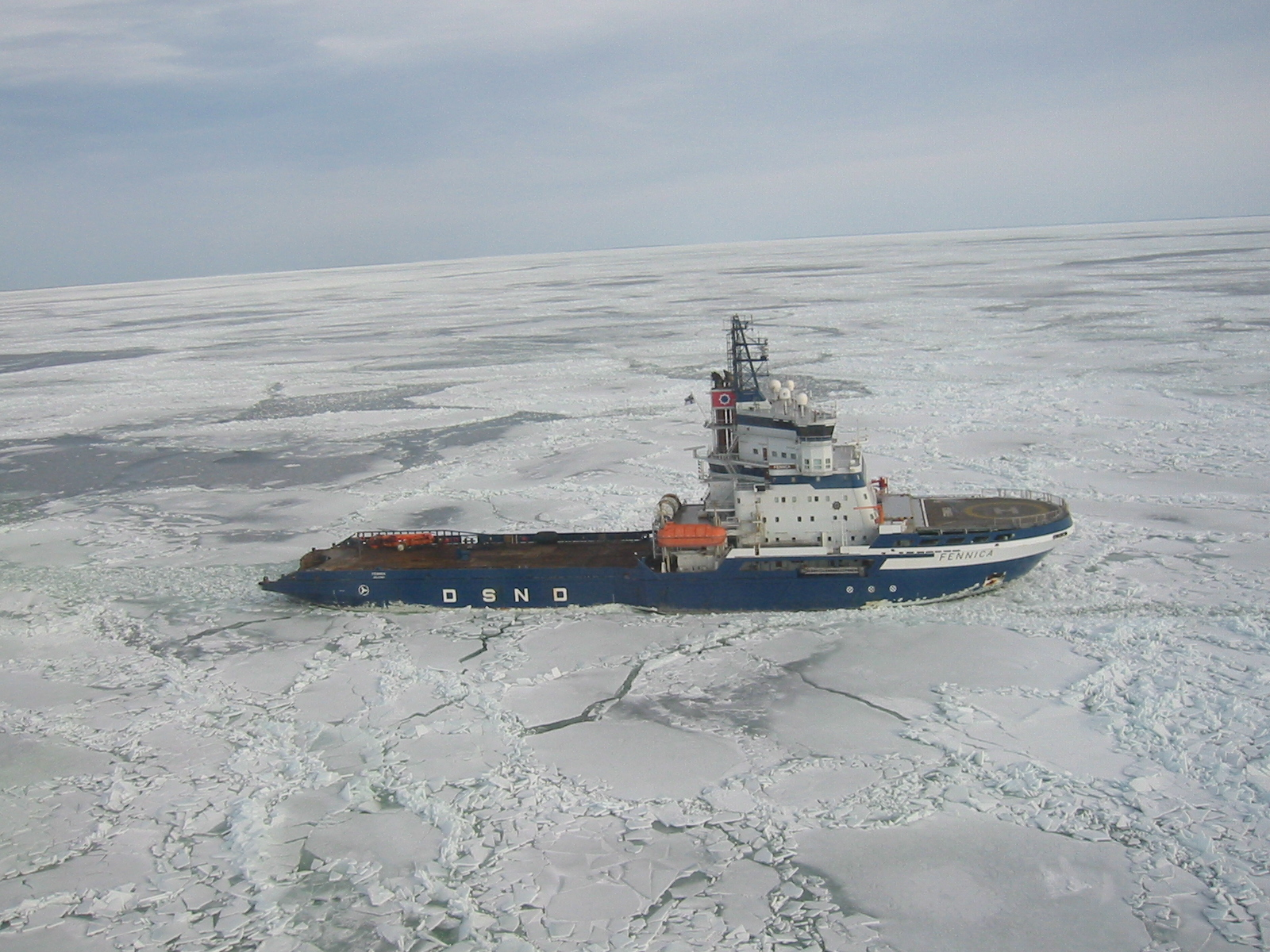
Finländska isbrytaren Fennica i aktion i Bottenviken.

Bottenviken (finska: Perämeri, tidigare Kainuunmeri) är ett innanhav mellan Finland och Sverige och består av den inre delen av Bottniska viken. Bottenviken gränsar i söder till Norra Kvarken som i sin tur i söder gränsar till Bottenhavet. Bottenviken är ganska grund och fryser mestadels till under vinterhalvåret.
Bottenviken är ett av världens sötaste havsvattenområden, salthalten är endast 0,30–0,35 procent. Skälet till detta är att tillrinningen främst kommer från älvarna som mynnar ut i området och inte från övriga Östersjön. Detta gör vattnet direkt drickbart även för människor, även om industriföroreningar medfört viss nedsmutsning av vattnet.
Effekterna av tidvatten är i Bottenviken försumbara. Vattenståndet kan vid hårda vindar bli upp till 1,5 meter över eller under normalvattenstånd; mer vanliga är skillnader på 0,5–0,8 meter från normalvattenstånd.
Ytan uppgår till 36 800 kvadratkilometer, volymen till 1 490 kubikkilometer. Medeldjupet är 43 meter och det största djupet är 146 meter. På den finska sidan är medeldjupet cirka 30 meter och den djupaste platsen finns vid ön Lönkytin i Haukipudas. Där är djupet 54 meter. Flera älvar, både på den svenska och den finska sidan, har sitt utflöde i Bottenviken.
De viktigaste hamnarna på den svenska sidan är Kalix, Luleå, Piteå och Skellefteå, på finska sidan Ajos i Kemi, Yxpila i Karleby, Brahestad, Oritkari(en) i Uleåborg och Röyttä i Torneå. Mellan Kemi och Uleåborg finns en 10 meter djup djupfarled.

## Öar
Karlö är den största ön i Bottenviken. Flera av Bottenvikens öar ingår i Haparanda skärgårds nationalpark (Sverige) respektive Bottenvikens nationalpark (Finland). Ett antal andra öar, bl.a. Malören, Brändöskär och Stor-Räbben, är skyddade i naturreservat.

### Norrbottens skärgård
Norrbottens skärgård är ett samlingsnamn på de öar som ligger mellan gränsen till Västerbotten och gränsen mot Finland. Skärgården består av fyra delar: Pite skärgård, Lule skärgård, Kalix skärgård och Haparanda skärgård. Ibland används namnet Lule skärgård som beteckning på hela skärgården. Skärgården ligger i de innersta delarna av Bottenviken.

## Älvar som mynnar i Bottenviken
Älvar med minst 100 m³/s. Listan är ofullständig.
- Kemi älv – 556 m³/s
- Lule älv – 506 m³/s
- Torne älv – 388 m³/s
- Kalix älv – 295 m³/s
- Ule älv – 250 m³/s
- Pite älv – 167 m³/s
- Ijo älv – 164 m³/s
- Skellefte älv – 162 m³/s

## Framtiden
Inom 2000 år kommer Kvarkentröskeln att höjas över havsytan, Bottenviken avsnörs från resten av Bottniska viken och blir då Europas största insjö. Det största djupet i Kvarken är idag runt 20 meter.
Sjöns framtida utlopp kommer att bli ansenligt. Total tillrinning i viken är cirka 2 500 m³/s, motsvarande vattenföringen i den ryska floden Neva, den tredje största i Europa.